# Зоря (фільм)
«Зоря» (латис. Ausma) — міжнародно-спродюсований драматичний фільм, знятий Лайлою Пакалниня за мотивами історії Павла Морозова. Світова прем'єра стрічки відбулась 18 листопада 2015 року на Талліннському кінофестивалі «Чорні ночі». Фільм розповідає про піонера Яніса, який зраджує батька, розповівши про його боротьбу з комуністичною владою.
Фільм був висунутий Латвією на премію «Оскар» за найкращий фільм іноземною мовою.

## У ролях
- Віліс Даудзінс
- Андріс Кейшс
- Віктор Зборовський
- Ліена Шмуксте
- Рудолфс Плепіс